# Apistogramma bitaeniata
Espèce
Apistogramma bitaeniata est un poisson appartenant à la famille des Cichlidae.